# Lesage Pianos Ltée
Pour les articles homonymes, voir Lesage et Piché.
Lesage Pianos Ltée, ayant aussi porté les noms de Lesage & Piché, Lesage & Fils, A. Lesage ou encore Inter-Piano Ltd, était un fabricant de pianos et d'orgues basé à Sainte-Thérèse. Ils étaient connus pour leur bonne sonorité et leurs modèles élégants.

## Histoire

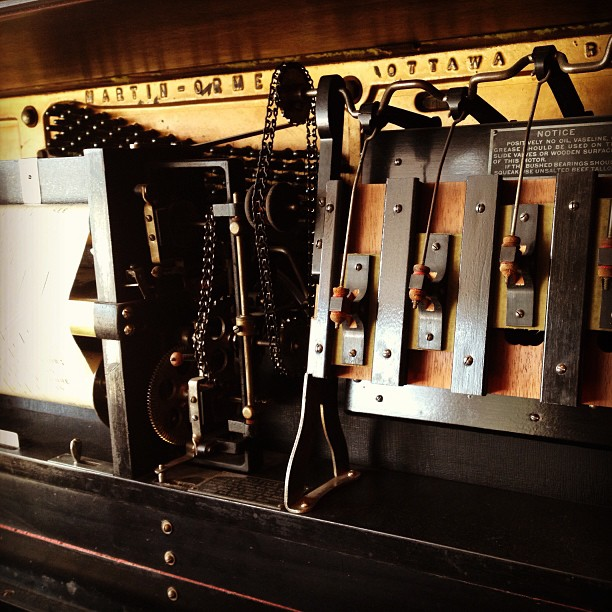
Intérieur d'un piano mécanique de la Martin-Orme Piano Co., achetée en 1924 par Lesage.

En 1889, Thomas F. Foisy implante une première manufacture de pianos à Sainte Thérèse, sur la rue Turgeon, mais ne connaît que très peu de succès. Damase Lesage vient à son aide en 1891 et rachète la manufacture, dont il devient le seul propriétaire. L'année suivante, ce dernier s'associe avec Procule Piché et l'entreprise est renommée Lesage & Piché. Quelques années plus tard, en 1904, c'est au tour du fils à Damase, Adélard, de s'associer à ce dernier et le nom est une fois de plus changé, devenant Lesage & Fils. Piché est évincé de l'association. La production augmenta rapidement, avec un rythme de 500 pianos par année, faisant de Lesage le plus important fabricant de pianos au Québec à l'époque. La compagnie fabriquait entre autres des pianos pour la C.W. Lindsay Company et la Willis Pianos Ltd, mais cette dernière, voulant elle aussi commencer la production de pianos, achète la majorité des actions de Lesage en 1900. Adélard décide éventuellement de céder l'entreprise à Willis et fonde sa propre enseigne en 1911, A. Lesage. Par la suite, ce sont ses fils Gérard et Jacques-Paul qui prenne la compagnie, et celle-ci doit agrandir son usine en 1916 et en 1926. Durant les années 1930, Lesage & Fils avale plusieurs compétiteurs, comme la Craig Piano Co. (en 1930), qui était alors établie depuis 1856 à Montréal, la Bell Piano and Organ Co. de Guelph (en 1934) puis, la Weber Piano Co., de Kingston, en 1939. Lesage continue cependant de produire des pianos sous d'autres noms, comme Bell, Mendelssohn, Schumann ou encore Belmont. En 1942, le nom actuel est adopté par Jacques-Paul, alors président de l'entreprise, Gérard, qui était vice-président et Jacques, le fils de Gérard, qui était directeur marketing. La productivité de Lesage, qui s'élevait à 2 100 pianos par an en 1900, se situait à 30 000 par an en 1950. Malheureusement, la production finit par décliner et ne se situe qu'à 500 pianos en 1986. Additionnée à cela, le manque de tarifs préférentiels et la compétition difficile avec les compagnies japonaises et coréennes force la famille Lesage à céder la compagnie à la PSC Management Group cette même année. Sans succès, PSC essaiera de vendre les pianos sous le nom de Inter-Piano Ltd, mais dois fermer l'usine en 1987. En 1988, c'est au tour de Joseph Rösh et sa femme d'acheter la manufacture, mais une fois de plus, elle ferme.
Lesage était devenu spécialisé dans les pianos droits, même s'il y était fabriqué des pianos à queue et des orgues. Le marché de Lesage était à un moment très diversifié, avec des exportations au Japon, en Europe, en Amérique du Sud, et même en Australie, mais est finalement devenu exclusivement canadien.
Quant au bâtiment, il a été rapidement occupé après le départ de la manufacture par des artisans locaux, mais a été progressivement déserté jusqu'en 2005. Entre 2006 et 2008, l'ancienne usine est progressivement transformé en immeuble à logements, vocation actuelle du bâtiment.